# Ɨ̃̀
Cette page contient des caractères spéciaux ou non latins. S’ils s’affichent mal (▯, ?, etc.), consultez la page d’aide Unicode.
Ɨ̃̀ (minuscule : ɨ̃̀), appelé I barré tilde accent grave, est un graphème utilisé dans l’écriture du pame du Nord au Mexique. Il s’agit de la lettre Ɨ diacritée d’un tilde et d’un accent grave.

## Représentations informatiques
Le I barré tilde accent grave peut être représenté avec les caractères Unicode suivants :
- décomposé (latin étendu B, alphabet phonétique international, diacritiques)[1],[2],[3] :

| formes    | représentations | chaînes de caractères | points de code       | descriptions                                                               |
| --------- | --------------- | --------------------- | -------------------- | -------------------------------------------------------------------------- |
| capitale  | Ɨ̃̀               | Ɨ◌̃◌̀                   | U+0197 U+0303 U+0300 | lettre majuscule latine i barré diacritique tilde diacritique accent grave |
| minuscule | ɨ̃̀               | ɨ◌̃◌̀                   | U+0268 U+0303 U+0300 | lettre minuscule latine i barré diacritique tilde diacritique accent grave |